# Vida de Menina
Vida de Menina é um filme brasileiro de 2004, do gênero drama, e o primeiro longa-metragem de ficção dirigido por Helena Solberg. Teve direção de fotografia de Pedro Farkas e a trilha sonora de Wagner Tiso.
É uma adaptação do livro Minha Vida de Menina, de Helena Morley.

## Sinopse
Vida de Menina é baseado no diário de Helena Morley, que viveu em Diamantina, Minas Gerais, após a abolição da escravatura. Helena Morley é uma adolescente que conta o seu cotidiano num diário, que chamou a atenção de grandes escritores.

## Elenco
- Ludmila Dayer .... Helena Morley
- Daniela Escobar .... Carolina
- Dalton Vigh .... Alexandre
- Maria de Sá .... Teodora
- Camilo Bevilacqua .... Geraldo
- Lolô Souza Pinto .... tia Madge
- Benjamim Abras .... Teodomir
- Lígia Cortez .... Iaiá

## Elenco por entrada
- Helena Morley 9 anos: Bianca Lyrio
- Padre Neves: Elvécio Guimarães
- Naná: Bárbara Van Der Maas
- Luisinha: Lilian Passos
- Renato: Thiago Fonseca
- Arinda: Bruna Letícia Santos
- Penisvaldo: Vinícius Ferreira
- Glorinha: Luiza Rabelo
- Dr. Teles: Tarcísio Ferreira
- Vieira: Carlito Rocha
- Margarida: Ana Lelia Ramos
- Mulher 2: Sônia Rocha
- Mercedinha: Joana Vilella
- Matilde: Maria Clara Xemenes Landro
- Generosa: Valdete Cordeiro
- Bela: Késia Silva
- Siá Ritinha: Eliane Maris
- Arinda 9 anos: Melissa Beatriz Santos
- Chichi Bombom: Aralúcia Leão Rocha
- Antônio Doido: Alceste Amado Fernandes Lima
- Carlota Pistola: Dª Lita
- Pai Filipe: José Rubens dos Reis
- Pai de Glorinha: Bueno Prado
- Vizinha: Margarida Aguiar
- Naná 9 anos: Isabella Monteiro
- Motta: Luciano Luipi
- Marciano: Evandro Passos
- Leontino: Guilherme Toledo
- Seu Cláudio dos Correios: Geraldo Vieira
- Sentinela: Joel Santos
- Professor Teodomiro: Benjamen Abras

## Principais prêmios
| Ano  | Premiação                                   | Categoria                    | Resultado |
| ---- | ------------------------------------------- | ---------------------------- | --------- |
| 2004 | Festival de Gramado                         | Melhor Filme                 | Venceu    |
| 2004 | Festival de Gramado                         | Melhor Roteiro               | Venceu    |
| 2004 | Festival de Gramado                         | Melhor Atriz (Ludmila Dayer) | Indicado  |
| 2004 | Festival de Gramado                         | Melhor Fotografia            | Venceu    |
| 2004 | Festival de Gramado                         | Melhor Diretor de Arte       | Venceu    |
| 2004 | Festival de Gramado                         | Melhor Trilha Sonora         | Venceu    |
| 2004 | Rio de Janeiro International Film Festival  | Melhor Filme                 | Venceu    |
| 2004 | Mostra Internacional de Cinema de São Paulo | Melhor Filme                 | Indicado  |
| 2005 | Prêmio Qualidade Brasil                     | Melhor Diretor               | Indicado  |
| 2005 | Prêmio Qualidade Brasil                     | Melhor Filme                 | Indicado  |
| 2005 | Prêmio Qualidade Brasil                     | Melhor Atriz (Ludmila Dayer) | Indicado  |
| 2006 | Grande Prêmio Brasileiro de Cinema          | Melhor Roteiro               | Indicado  |
| 2006 | Grande Prêmio Brasileiro de Cinema          | Melhor Direção de Arte       | Indicado  |
| 2006 | Grande Prêmio Brasileiro de Cinema          | Melhor Figurino              | Indicado  |